# Poletna liga Rudi Hiti 2008
Poletna liga Rudi Hiti 2008 je bil šestnajsti turnir Poletna liga Rudi Hiti, ki je potekal med 28. in 31. avgustom 2008 v Ledeni dvorani na Bledu. V konkurenci klubov EC VSV, Tilia Olimpija, Acroni Jesenice, EC KAC, EHC Linz in Briançon je zmagal EC VSV. Najboljši strelec turnirja je bil Jeff Shantz s petimi točkami.

## Tekme
Prvouvrščena kluba svojih skupin sta se uvrstila v finale, drugouvrščena v tekmo za tretje mesto.

### Skupina A

#### Prvi krog
| 28. avgust 2008 | Acroni Jesenice | 1:3 | EC VSV | Ledena dvorana, Bled |

| Poročilo tekme | Poročilo tekme | Poročilo tekme  | Poročilo tekme                            | Poročilo tekme |
| -------------- | -------------- | --------------- | ----------------------------------------- | -------------- |
| Začetek: 19:30 | Paré 19:18     | (1:2, 0:1, 0:0) | 04:30 Raffl 05:10 Kristler 24:41 Peintner | Gledalci: 1000 |

#### Drugi krog
| 29. avgust 2008 | Acroni Jesenice | 4:2 | Tilia Olimpija | Ledena dvorana, Bled |

| Poročilo tekme | Poročilo tekme                                        | Poročilo tekme  | Poročilo tekme           | Poročilo tekme |
| -------------- | ----------------------------------------------------- | --------------- | ------------------------ | -------------- |
| Začetek: 19:30 | Terlikar 32:28 M. Rodman 41:00 Hebar 42:01 Paré 59:49 | (0:0, 1:1, 3:1) | 24:50 Banham 58:39 Murič | Gledalci: 1590 |

#### Tretji krog
| 30. avgust 2008 | Tilia Olimpija | 1:3 | EC VSV | Ledena dvorana, Bled |

| Poročilo tekme | Poročilo tekme | Poročilo tekme  | Poročilo tekme                         | Poročilo tekme |
| -------------- | -------------- | --------------- | -------------------------------------- | -------------- |
| Začetek: 16:00 | Banham 43:58   | (0:2, 0:0, 1:1) | 07:07 Raffl 11:55 Oraže 59:36 Peintner | Gledalci: 220  |

#### Lestvica
| Poz | Klub            | OT | Z | N | P | TOČ | PG | DG | GR |
| --- | --------------- | -- | - | - | - | --- | -- | -- | -- |
| 1.  | EC VSV          | 2  | 2 | 0 | 0 | 4   | 6  | 2  | +4 |
| 2.  | Acroni Jesenice | 2  | 1 | 0 | 1 | 2   | 5  | 5  | 0  |
| 3.  | Tilia Olimpija  | 2  | 0 | 0 | 2 | 0   | 3  | 7  | -4 |

### Skupina B

#### Prvi krog
| 28. avgust 2008 | EC KAC | 6:0 | EHC Linz | Ledena dvorana, Bled |

| Poročilo tekme | Poročilo tekme                                                                  | Poročilo tekme  | Poročilo tekme | Poročilo tekme |
| -------------- | ------------------------------------------------------------------------------- | --------------- | -------------- | -------------- |
| Začetek: 16:00 | Hager 15:17 Furey 24:45 Craig 29:15 Schantz 33:22 Sohelander 39:56 Harand 50:23 | (1:0, 4:0, 1:0) |                | Gledalci: 350  |

#### Drugi krog
| 29. avgust 2008 | Briançon | 1:4 | EHC Linz | Ledena dvorana, Bled |

| Poročilo tekme | Poročilo tekme | Poročilo tekme  | Poročilo tekme                                               | Poročilo tekme |
| -------------- | -------------- | --------------- | ------------------------------------------------------------ | -------------- |
| Začetek: 16:00 | Perez 10:47    | (1:1, 0:1, 0:2) | 13:13 Lukas ??:?? Baumgartner 57:47 Ibounig 58:12 Oberkofler | Gledalci: 200  |

#### Tretji krog
| 30. avgust 2008 | Briançon | 1:4 | EC KAC | Ledena dvorana, Bled |

| Poročilo tekme | Poročilo tekme | Poročilo tekme  | Poročilo tekme                                                | Poročilo tekme |
| -------------- | -------------- | --------------- | ------------------------------------------------------------- | -------------- |
| Začetek: 19:30 | Terglav 05:10  | (1:0, 1:2, 0:2) | 22:57 Ratz 24:41 Raux 27:18 Craig 48:36 Brandner 58:43 Shantz | Gledalci: 220  |

#### Lestvica
| Poz | Klub     | OT | Z | N | P | TOČ | PG | DG | GR |
| --- | -------- | -- | - | - | - | --- | -- | -- | -- |
| 1.  | EC KAC   | 2  | 2 | 0 | 0 | 4   | 10 | 1  | 9  |
| 2.  | ECH Linz | 2  | 1 | 0 | 1 | 2   | 4  | 7  | -3 |
| 3.  | Briançon | 2  | 0 | 0 | 2 | 0   | 2  | 8  | -6 |

### Končnica

#### Za tretje mesto
| 31. avgust 2008 | ECH Linz | 4:1 | Acroni Jesenice | Ledena dvorana, Bled |

| Poročilo tekme | Poročilo tekme                             | Poročilo tekme  | Poročilo tekme | Poročilo tekme |
| -------------- | ------------------------------------------ | --------------- | -------------- | -------------- |
| Začetek: 15:00 | Szücs 08 Leahy 17 Baumgartner 31 Purdie 55 | (2:0, 1:1, 1:0) | 37 Razingar    |                |

#### Finale
| 31. avgust 2008 | EC KAC | 4:5 | EC VSV | Ledena dvorana, Bled |

| Poročilo tekme | Poročilo tekme                                  | Poročilo tekme  | Poročilo tekme                                       | Poročilo tekme |
| -------------- | ----------------------------------------------- | --------------- | ---------------------------------------------------- | -------------- |
| Začetek: 18:00 | Brandner 19 Mapletoft 32 Pfeffer 34 Brandner 41 | (1:1, 2:2, 1:2) | 09 Sandrock 22 Ratz 37 Schneider 45 Ferland 51 Elick |                |

## Statistika

### Najboljši strelci
| Poz | Igralec            | Klub            | OT | G | A | TOČ | KM | GIV | GIM |
| --- | ------------------ | --------------- | -- | - | - | --- | -- | --- | --- |
| 1.  | Jeff Shantz        | EC KAC          | 3  | 3 | 2 | 5   | 4  | 1   | 0   |
| 2.  | Mike Craig         | EC KAC          | 3  | 3 | 1 | 4   | 14 | 1   | 0   |
| 3.  | Herbert Ratz       | EC KAC          | 3  | 1 | 3 | 4   | 0  | 1   | 0   |
| 3.  | Christoph Harand   | EC KAC          | 3  | 1 | 3 | 4   | 8  | 0   | 0   |
| 5.  | Christoph Brandner | EC KAC          | 3  | 3 | 0 | 3   | 2  | 3   | 0   |
| 6.  | Gregor Baumgartner | EHC Linz        | 3  | 2 | 1 | 3   | 2  | 1   | 0   |
| 6.  | Jean-Philippe Paré | Acroni Jesenice | 3  | 2 | 1 | 3   | 14 | 0   | 0   |
| 8.  | Andrew Schneider   | EC KAC          | 3  | 1 | 2 | 3   | 0  | 0   | 0   |
| 8.  | Jonathan Ferland   | EC VSV          | 3  | 1 | 2 | 3   | 10 | 0   | 0   |
| 10. | Dan Cavanaugh      | EC VSV          | 3  | 0 | 3 | 3   | 2  | 0   | 0   |

### Najboljši vratarji
| Poz | Igralec            | Klub            | OT | OMIN | PG | PGT  | SO | PGIV | PGIM |
| --- | ------------------ | --------------- | -- | ---- | -- | ---- | -- | ---- | ---- |
| 1.  | Bernhard Starkbaum | EC VSV          | 1  | 60   | 1  | 1,00 | 0  | 0    | 0    |
| 2.  | René Swette        | EC KAC          | 1  | 60   | 2  | 2,00 | 0  | 0    | 0    |
| 3.  | Gert Prohaska      | EC VSV          | 2  | 120  | 5  | 2,50 | 0  | 2    | 0    |
| 3.  | Hannes Enzenhofer  | EC KAC          | 2  | 120  | 5  | 2,50 | 1  | 3    | 0    |
| 5.  | Mike Morrison      | Tilia Olimpija  | 2  | 118  | 5  | 2,54 | 0  | 3    | 0    |
| 6.  | Alex Westlund      | EHC Linz        | 3  | 180  | 8  | 2,66 | 0  | 2    | 0    |
| 7.  | Gaber Glavič       | Acroni Jesenice | 2  | 120  | 6  | 3,00 | 0  | 2    | 0    |
| 8.  | Andrej Hočevar     | Acroni Jesenice | 1  | 60   | 3  | 3,00 | 0  | 0    | 0    |
| 9.  | Tommi Satosaari    | Briançon        | 2  | 118  | 7  | 3,55 | 0  | 4    | 0    |